# Форстен, Филипп
Филипп Август Карл Форстен (швед. Filip August Karl Forstén; 6 июля 1852, Нурмиярви — 18 сентября 1932, Выборг) — финский оперный певец (баритон) и вокальный педагог. Троюродный брат историка Георгия Форстена.
Дебютировал в одном из оперных театров Гельсингфорса в 1874 году, сразу вслед за этим отправившись продолжать своё образование в Париж под руководством Жан-Жака Массе. Затем в 1877—1878 годах занимался в Милане у Франческо Ламперти, а в 1887 году совершенствовал своё мастерство в Вене у Паулины Лукка.
В 1878 году отправился на гастроли в Южную Америку, по возвращении в 1880 году пел на Мальте, в 1883—1887 годах выступал в Стокгольме, в 1888 году вновь пел в Гельсингфорсе. Затем отправился в Вену, откуда совершил ряд гастрольных поездок по Европе. В 1894—1925 годах профессор вокала в Венской консерватории.